# جنسن داگت
جنسن داگت (انگلیسی: Jensen Daggett؛ زادهٔ ۲۴ ژوئن ۱۹۶۹) بازیگر زن سینما و تلویزیون اهل ایالات متحده آمریکا است. وی بین سال‌های ۱۹۸۹ تا ۱۹۹۹ میلادی فعالیت می‌کرد.
وی بازیگر سریال‌هایی همچون گام به گام و بهبود خانه بوده‌است.